# Мендес, Рамиро
Рамиро Науэль Мендес Камачо (исп. Ramiro Nahuel Méndez Camacho; род. 7 января 2001) — уругвайский футболист, вратарь клуба «Ла-Лус».

## Клубная карьера
Мендес — воспитанник клуба «Дефенсор Спортинг». В 2020 году Рамиро на правах аренды перешёл в «Бостон Ривер», но так и не дебютировал за основной состав. В 2022 году Мендес был арендован «Ла-Лус». 17 августа в матче против «Серро» он дебютировал в уругвайской Сегунде. По итогам сезона игрок помог клубу выйти в элиту. 5 февраля 2023 года в матче против «Монтевидео Уондерерс» он дебютировал в уругвайской Примере. 

## Международная карьера
В 2023 году в составе олимпийской сборной Уругвая Мендес принял участие в Панамериканских играх в Чили. На турнире он сыграл в матчах против команд Доминиканской Республики, Чили и Мексики.